# BMW 328
BMW 328 – sportowy samochód osobowy produkowany przez niemiecką firmę BMW w latach 1936–1939. Następca modelu 319/1. Dostępny jako 2-drzwiowy roadster. Do napędu użyto silnika OHV R6 o pojemności dwóch litrów i mocy 80 KM. W wersji wyścigowej w silniku zastosowano głowicę cylindrów ze stopów aluminium i wałek rozrządu umieszczony z boku głowicy, dzięki takim modyfikacjom osiągano nawet 130 KM. Moc przenoszona była na oś tylną poprzez 4-biegową manualną skrzynię biegów. Wyprodukowano 464 egzemplarze modelu. Został zastąpiony po latach przez model M1. 
Wyprodukowano łącznie 464 egzemplarze modelu BMW 328.

## BMW 328 Coupé

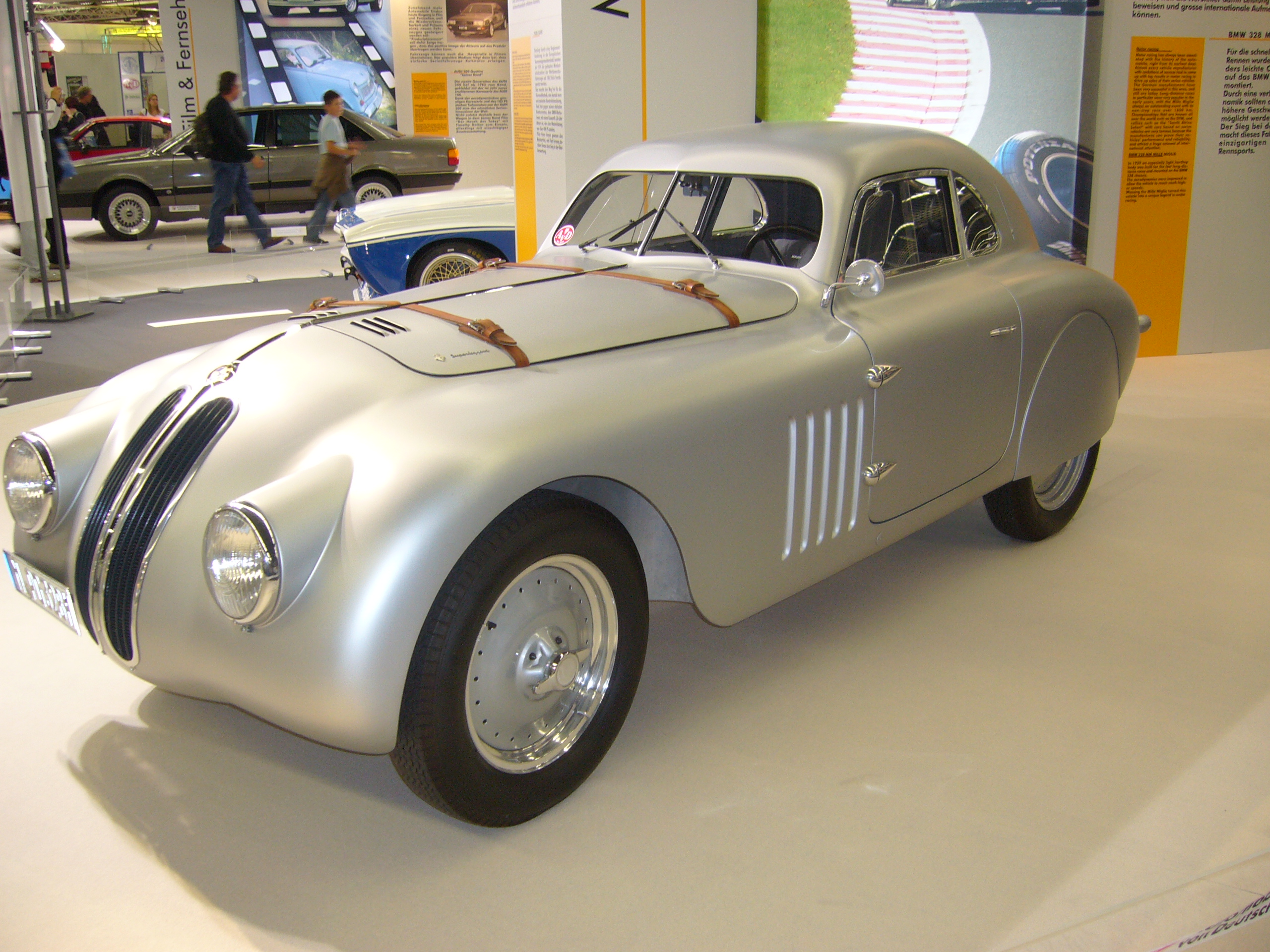
BMW 328 Coupé

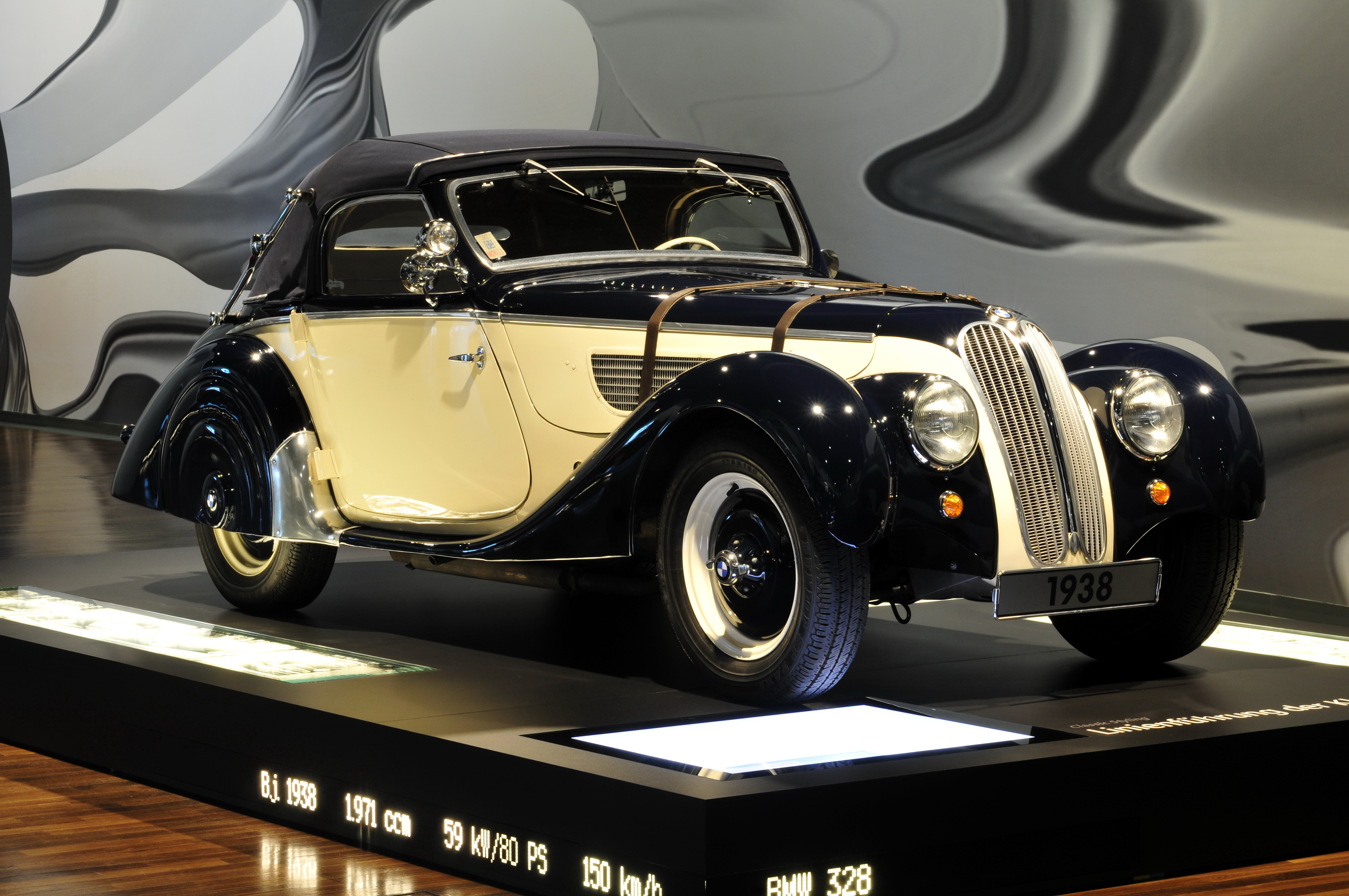
BMW 328 kabriolet

W roku 1936 model BMW 328 został skonstruowany wyłącznie jako samochód wyścigowy. Prywatni właściciele, którzy chcieli mieć taki model na własność, mogli kupić to auto dopiero od 1937 roku. Jego dwie specjalne wyścigowe wersje wyścigowe wyposażone w bardzo lekką karoserię i mocniejszy silnik odniosły zwycięstwo w zawodach Le Mans. Zwieńczeniem doskonalenia modelu 328 były dwa egzemplarze Coupé. Opływowe nadwozie zaprojektowała firma "Wendler" z Reutlingen.

## Dane techniczne

### Silnik
- R6 2,0 l (1971 cm³), 2 zawory na cylinder, OHV
- Układ zasilania: trzy gaźniki opadowe Solex 30 IF
- Średnica × skok tłoka: 66,00 mm × 96,00 mm
- Stopień sprężania: 7,5:1
- Moc maksymalna: 80 KM (59 kW) przy 4500 obr./min[1]
- Maksymalny moment obrotowy: 126 Nm przy 4000 obr./min

### Podwozie
- Rama rurowa z poprzeczką skrzynkową
- Zawieszenie przednie: niezależne, wahacze poprzeczne na dole, poprzeczny resor piórowy na górze
- Zawieszenie tylne: most pędny sztywny

### Osiągi
- Przyspieszenie 0-80 km/h: 6,9 s
- Przyspieszenie 0-100 km/h: 10,4 s
- Prędkość maksymalna: 155 km/h